# Dinocaridida
Los dinocarídidos (Dinocaridida) son un taxón propuesto de artrópodos basales que viveron en el período Cámbrico con registros ocasionales del Ordovícico y el Devónico. Caracterizados por un poseer par de apéndices frontales y una serie de aletas corporales, el nombre de Dinocaridida proviene del griego, "deinos" y "caris" ("cangrejo terrible"), en referencia al papel sugerido de algunos de los miembros del taxón como los mayores depredadores marinos de su tiempo. Algunos autores se refieren a los dinocarídidos como el "grupo AOPK", ya que el grupo está formado por Radiodonta (Anomalocaris y parientes), Opabinia, Pambdelurion y Kerygmachela. Lo más probable es que sea parafilético, con Kerygmachela y Pambdelurion más basales que el clado compuesto por Opabinia, Radiodonta y otros artrópodos.

## Anatomía
Los dinocarídidos eran bilateralmente simétricos, con una cutícula mayormente no mineralizada y un cuerpo dividido en dos grandes grupos de tagmas (secciones del cuerpo): cabeza y tronco. La cabeza sólo comprendía un segmento (somita ocular) y tenía dos apéndices frontales especializados justo delante de la boca y los ojos. Los apéndices frontales son "lobópodos" (en los lobópodos branquiados) o artropodizados (en Radiodonta) y suelen estar emparejados, pero muy fusionados en una estructura similar a una boquilla en Opabinia. Basándose en su posición preocular y en su origen protocerebral, los apéndices frontales son muy probablemente homólogos al labrum de los euartrópodos y a las antenas primarias de los onicóforos. El tronco poseía múltiples segmentos, cada uno con su propia rama branquial y aletas natatorias (lóbulos). Se cree que estas aletas se movían con un movimiento ascendente y descendente, para impulsar al animal hacia delante de forma similar a las sepias. En los géneros de lobópodos con branquias, es posible que el tronco llevara una extremidad lobopódica (lobópodo) debajo de cada una de las aletas. El intestino medio de los dinocarídidos tenía glándulas digestivas emparejadas, similares a las de los lobópodos sibéridos y los euartrópodos del Cámbrico Basándose en las pruebas neuroanatómicas de Kerygmachela y Lyrarapax, el cerebro de los dinocarídidos comprendía sólo un protocerebro, con nervios del apéndice frontal y nervios ópticos conectados a su región anterior y lateral respectivamente.

## Filogenia
| † | Pambdelurion                                                                                                   |
|   | Pambdelurion                                                                                                   |
| † | Kerygmachela                                                                                                   |
|   | Kerygmachela                                                                                                   |
|   | \| † \| Opabinia \| \| \| Opabinia \| \| † \| Radiodonta \| \| \| Radiodonta \| \| \| Euarthropoda \| \| \| \| |
|   | |
| † | Opabinia |
|   | Opabinia |
| † | Radiodonta |
|   | Radiodonta |
|   | Euarthropoda                                                                                                   |
|   | |

| † | Opabinia     |
|   | Opabinia     |
| † | Radiodonta   |
|   | Radiodonta   |
|   | Euarthropoda |
|   |              |

| † | Pambdelurion                                                                                                   |
|   | Pambdelurion                                                                                                   |
| † | Kerygmachela                                                                                                   |
|   | Kerygmachela                                                                                                   |
|   | \| † \| Opabinia \| \| \| Opabinia \| \| † \| Radiodonta \| \| \| Radiodonta \| \| \| Euarthropoda \| \| \| \| |
|   | |
| † | Opabinia |
|   | Opabinia |
| † | Radiodonta |
|   | Radiodonta |
|   | Euarthropoda                                                                                                   |
|   | |

| † | Opabinia     |
|   | Opabinia     |
| † | Radiodonta   |
|   | Radiodonta   |
|   | Euarthropoda |
|   |              |

| † | Pambdelurion                                                                                                   |
|   | Pambdelurion                                                                                                   |
| † | Kerygmachela                                                                                                   |
|   | Kerygmachela                                                                                                   |
|   | \| † \| Opabinia \| \| \| Opabinia \| \| † \| Radiodonta \| \| \| Radiodonta \| \| \| Euarthropoda \| \| \| \| |
|   | |
| † | Opabinia |
|   | Opabinia |
| † | Radiodonta |
|   | Radiodonta |
|   | Euarthropoda                                                                                                   |
|   | |

| † | Opabinia     |
|   | Opabinia     |
| † | Radiodonta   |
|   | Radiodonta   |
|   | Euarthropoda |
|   |              |

| † | Pambdelurion                                                                                                   |
|   | Pambdelurion                                                                                                   |
| † | Kerygmachela                                                                                                   |
|   | Kerygmachela                                                                                                   |
|   | \| † \| Opabinia \| \| \| Opabinia \| \| † \| Radiodonta \| \| \| Radiodonta \| \| \| Euarthropoda \| \| \| \| |
|   | |
| † | Opabinia |
|   | Opabinia |
| † | Radiodonta |
|   | Radiodonta |
|   | Euarthropoda                                                                                                   |
|   | |

| † | Opabinia     |
|   | Opabinia     |
| † | Radiodonta   |
|   | Radiodonta   |
|   | Euarthropoda |
|   |              |

| † | Pambdelurion                                                                                                   |
|   | Pambdelurion                                                                                                   |
| † | Kerygmachela                                                                                                   |
|   | Kerygmachela                                                                                                   |
|   | \| † \| Opabinia \| \| \| Opabinia \| \| † \| Radiodonta \| \| \| Radiodonta \| \| \| Euarthropoda \| \| \| \| |
|   | |
| † | Opabinia |
|   | Opabinia |
| † | Radiodonta |
|   | Radiodonta |
|   | Euarthropoda                                                                                                   |
|   | |

| † | Opabinia     |
|   | Opabinia     |
| † | Radiodonta   |
|   | Radiodonta   |
|   | Euarthropoda |
|   |              |

| † | Pambdelurion                                                                                                   |
|   | Pambdelurion                                                                                                   |
| † | Kerygmachela                                                                                                   |
|   | Kerygmachela                                                                                                   |
|   | \| † \| Opabinia \| \| \| Opabinia \| \| † \| Radiodonta \| \| \| Radiodonta \| \| \| Euarthropoda \| \| \| \| |
|   | |
| † | Opabinia |
|   | Opabinia |
| † | Radiodonta |
|   | Radiodonta |
|   | Euarthropoda                                                                                                   |
|   | |

| † | Opabinia     |
|   | Opabinia     |
| † | Radiodonta   |
|   | Radiodonta   |
|   | Euarthropoda |
|   |              |

| † | Pambdelurion                                                                                                   |
|   | Pambdelurion                                                                                                   |
| † | Kerygmachela                                                                                                   |
|   | Kerygmachela                                                                                                   |
|   | \| † \| Opabinia \| \| \| Opabinia \| \| † \| Radiodonta \| \| \| Radiodonta \| \| \| Euarthropoda \| \| \| \| |
|   | |
| † | Opabinia |
|   | Opabinia |
| † | Radiodonta |
|   | Radiodonta |
|   | Euarthropoda                                                                                                   |
|   | |

| † | Opabinia     |
|   | Opabinia     |
| † | Radiodonta   |
|   | Radiodonta   |
|   | Euarthropoda |
|   |              |

| † | Pambdelurion                                                                                                   |
|   | Pambdelurion                                                                                                   |
| † | Kerygmachela                                                                                                   |
|   | Kerygmachela                                                                                                   |
|   | \| † \| Opabinia \| \| \| Opabinia \| \| † \| Radiodonta \| \| \| Radiodonta \| \| \| Euarthropoda \| \| \| \| |
|   | |
| † | Opabinia |
|   | Opabinia |
| † | Radiodonta |
|   | Radiodonta |
|   | Euarthropoda                                                                                                   |
|   | |

| † | Opabinia     |
|   | Opabinia     |
| † | Radiodonta   |
|   | Radiodonta   |
|   | Euarthropoda |
|   |              |

Aunque algunos autores sugieren más bien afinidades taxonómicas diferentes (por ejemplo, como parientes de los cicloneuralios), la mayoría de los estudios filogenéticos sugieren que los dinocarídidos son artrópodos troncales. Bajo este escenario, Dinocaridida es un grado parafilético en correspondencia con el grupo corona artrópodos (Euarthropoda o Deuteropoda) y también sugieren un origen lobópodo del linaje de los artrópodos. En general, los géneros de lobópodos con branquias Pambdelurion y Kerygmachela, que tienen rasgos de lobópodos (por ejemplo, apéndice lobópodo, anulación), ocuparon la posición basal; mientras que Opabinia y Radiodonta son más derivados y están estrechamente relacionados con los artrópodos de grupo corona, y este último tiene incluso afinidades significativas con los artrópodos, como la artropodización y los escleritos de la cabeza.
En la descripción original, Dinocaridida se componía únicamente de Opabiniidae y Radiodonta. Con la exclusión de taxones dudosos (por ejemplo, el opabínido putativo Myoscolex), los primeros se conocían únicamente por Opabinia, mientras que todas las especies de Radiodonta se agrupaban bajo una única familia: Anomalocarididae (de ahí el anterior nombre común de 'anomalocarídidos'). En estudios posteriores, los lobópodos con branquias Pambdelurion y Kerygmachela se consideraron también dinocarídidos, y muchos radiodontos se reasignaron a otras familias nuevas (Amplectobeluidae, Tamisiocarididae y Hurdiidae).

## Distribución
El grupo estaba muy extendido geográficamente, y se ha registrado en estratos del Cámbrico de Canadá, Estados Unidos, Groenlandia, China, Australia y Rusia, así como en el Ordovícico de Marruecos y el Devónico de Alemania.